# Sylvia Harlander
Sylvia Harlander (geboren am 11. Januar 1974 in Krumbach (Schwaben)) ist eine deutsche ehemalige Handballtorhüterin.

## Vereinskarriere
Die 1,86 m große Handballtorhüterin spielte von 1997 bis 1999 bei Bayer 04 Leverkusen, von 1999 bis 2000 bei TV Mainzlar und von 2000 bis 2001 erneut bei Bayer 04 Leverkusen. Anschließend war sie von 2001 bis 2002 beim SV Teutonia Riemke, von 2002 bis 2007 beim 1. FC Nürnberg, im Jahr 2008 beim TV Nellingen, im Jahr 2009 beim Thüringer HC und im Jahr 2011 bei den Füchsen Berlin aktiv.
Mit dem Team aus Nürnberg gewann sie den EHF Challenge Cup 2003/2004. Zwei Mal wurde sie Deutsche Handballmeister (2004/2005, 2006/2007) und ebenfalls zwei Mal DHB-Pokalsiegerin (2003/2004, 2004/2005).

## Nationalmannschaft
Für die deutsche Nationalmannschaft absolvierte Sylvia Harlander 70 Länderspiele. Sie stand im Aufgebot des Deutschen Handballbundes bei der Weltmeisterschaft 2003.

## Privates
Sylvia Harlander ist als Coach tätig.